# Badminton-Europapokal 2009
Die 32. Auflage des Badminton-Europapokals fand 2009 im bulgarischen Sofia statt. Dabei nahmen seit langem wieder zwei bulgarische Vereine am Wettbewerb teil. Der Gastgeber SC NSA Akademik Sofia schaffte es dabei überraschend ins Viertelfinale einzuziehen, wo sie dann den Franzosen Issy-les-Moulineaux Badminton Club klar mit 0:5 unterlagen. Der bulgarische Meister SCB Stara Zagora dagegen verlor alle seine vier Gruppenspiele deutlich. Das Finale erreichte der russische Verein Favorit Ramenskoje und der französische Verein Issy-les-Moulineaux Badminton Club. Die Russen setzten sich in einem spannenden Endspiel mit 4:2 durch. Der deutsche Meister 1. BC Bischmisheim erreichte das Viertelfinale, unterlag aber dort den Russen deutlich. Der Wettbewerb wurde vom 24. Juni 2009 bis zum 28. Juni 2009 ausgetragen.

## Die Ergebnisse
| Gruppe A      |                                    |     |                                    |
| 24.06./09:00  | Pécsi Multi-Alarm SE               | 1-6 | SC NSA Akademik Sofia              |
| 24.06./13:30  | Primorye Wladiwostok               | 7-0 | ASD Mediterranea                   |
| 24.06./18:00  | Pécsi Multi-Alarm SE               | 2-5 | SHVSM Charkow                      |
| 25.06./09:00  | Pécsi Multi-Alarm SE               | 1-6 | ASD Mediterranea                   |
| 25.06./09:00  | SHVSM Charkow                      | 1-6 | Primorye Wladiwostok               |
| 25.06./18:00  | SHVSM Charkow                      | 4-3 | ASD Mediterranea                   |
| 25.06./18:00  | SC NSA Akademik Sofia              | 1-6 | Primorye Wladiwostok               |
| 26.06./09:00  | SC NSA Akademik Sofia              | 5-2 | ASD Mediterranea                   |
| 26.06./13:30  | Pécsi Multi-Alarm SE               | 0-7 | Primorye Wladiwostok               |
| 26.06./18:00  | SC NSA Akademik Sofia              | 4-3 | SHVSM Charkow                      |
| Gruppe B      |                                    |     |                                    |
| 24.06./09:00  | EGO Spor Kulübü                    | 2-5 | CB Rinconada                       |
| 24.06./13:30  | Uniao Desportiva de Santana        | 6-1 | SC NSA Akademik Sofia              |
| 24.06./18:00  | EGO Spor Kulübü                    | 1-6 | Favorit Ramenskoje                 |
| 25.06./09:00  | Favorit Ramenskoje                 | 7-0 | Uniao Desportiva de Santana        |
| 25.06./09:00  | EGO Spor Kulübü                    | 6-1 | SCB Stara Zagora                   |
| 25.06./18:00  | CB Rinconada                       | 5-2 | Uniao Desportiva de Santana        |
| 25.06./18:00  | Favorit Ramenskoje                 | 7-0 | SCB Stara Zagora                   |
| 26.06./09:00  | CB Rinconada                       | 7-0 | SCB Stara Zagora                   |
| 26.06./13:30  | Ego Spor                           | 6-1 | Uniao Desportiva de Santana        |
| 26.06./18:00  | CB Rinconada                       | 4-3 | Favorit Ramenskoje                 |
| Gruppe C      |                                    |     |                                    |
| 24.06./09:00  | Issy-les-Moulineaux Badminton Club | 7-0 | BC Prešov                          |
| 24.06./09:00  | Computer Support Webacsa Wellen    | 1-6 | Team Skælskør-Slagelse             |
| 24.06./18:00  | Team Skælskør-Slagelse             | 6-1 | BC Prešov                          |
| 24.06./18:00  | Computer Support Webacsa Wellen    | 3-4 | BV Adliswil                        |
| 25.06./13:30  | Computer Support Webacsa Wellen    | 1-6 | Issy-les-Moulineaux Badminton Club |
| 25.06./13:30  | Team Skælskør-Slagelse             | 5-2 | BV Adliswil                        |
| 26.06./09:00  | BV Adliswil                        | 3-4 | Issy-les-Moulineaux Badminton Club |
| 26.06./09:00  | Computer Support Webacsa Wellen    | 4-3 | BC Prešov                          |
| 26.06./18:00  | BV Adliswil                        | 6-1 | BC Prešov                          |
| 26.06./18:00  | Team Skælskør-Slagelse             | 2-5 | Issy-les-Moulineaux Badminton Club |
| Gruppe D      |                                    |     |                                    |
| 24.06./09:00  | BV Van Zijderveld                  | 7-0 | Fiederball Izeg                    |
| 24.06./09:00  | INEX Skopje                        | 0-7 | 1. BC Bischmisheim                 |
| 24.06./18:00  | 1. BC Bischmisheim                 | 7-0 | Fiederball Izeg                    |
| 24.06./18:00  | INEX Skopje                        | 0-7 | Östersundom IF                     |
| 25.06./13:30  | 1. BC Bischmisheim                 | 4-3 | Östersundom IF                     |
| 25.06./13:30  | INEX Skopje                        | 0-7 | BV Van Zijderveld                  |
| 26.06./09:00  | Östersundom IF                     | 2-5 | BV Van Zijderveld                  |
| 26.06./09:00  | INEX Skopje                        | 1-6 | Fiederball Izeg                    |
| 26.06./18:00  | 1. BC Bischmisheim                 | 4-3 | BV Van Zijderveld                  |
| 26.06./18:00  | Östersundom IF                     | 7-0 | Fiederball Izeg                    |
| Viertelfinale |                                    |     |                                    |
| 27.06./10:00  | BV Van Zijderveld                  | 2-4 | CB Rinconada                       |
| 27.06./10:00  | 1. BC Bischmisheim                 | 1-4 | Favorit Ramenskoje                 |
| 27.06./10:00  | SC NSA Akademik Sofia              | 0-5 | Issy-les-Moulineaux Badminton Club |
| 27.06./10:00  | Primorye Wladiwostok               | 4-1 | Team Skælskør-Slagelse             |
| Halbfinale    |                                    |     |                                    |
| 27.06./18:00  | Primorye Wladiwostok               | 3-4 | Favorit Ramenskoje                 |
| 27.06./18:00  | Issy-les-Moulineaux Badminton Club | 4-3 | CB Rinconada                       |
| Finale        |                                    |     |                                    |
| 28.06./11:00  | Favorit Ramenskoje                 | 4-2 | Issy-les-Moulineaux Badminton Club |